# Formel Vee

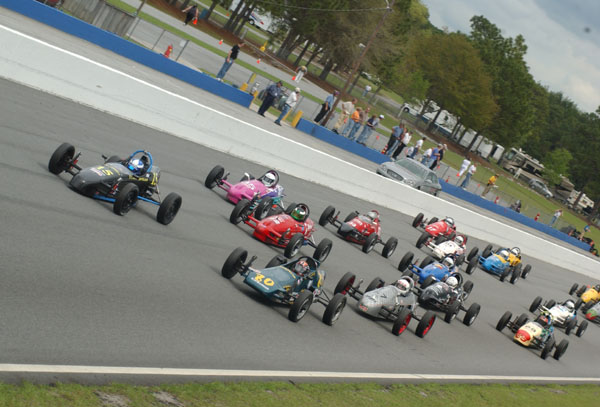
Formel Vee-lopp i USA i samband med klassens 45-årsjubileum 2008.

Formel Vee och den större Formel Super Vee är enhetsklasser för formelbilar baserade på Volkswagen Typ 1. Formeln hade sin storhetstid under 1960- och 1970-talet.

## Formel Vee
Formel Vee togs fram i USA i början av sextiotalet som ett budgetalternativ till Formel Junior som då utvecklats med alltmer avancerade och därmed dyrare bilar. Klassen sanktionerades av Sports Car Club of America och blev snabbt populär. Flera tillverkare byggde chassi och kaross som föraren sedan själv fick komplettera med delar som hjulupphängning, kraftöverföring, bromsar och hjul från en folkabubbla. Motor och växellåda vändes 180 grader så bilen fick mittmotor, precis som en större formelbil. 
Klassen kom till Europa i mitten av sextiotalet med hjälp av Porsches Huschke von Hanstein och Ferry Porsche. Formel Vee var populärt i Centraleuropa och Norden och flera svenska tillverkare kom fram. Även svenska förare, som Tommy Brorsson, Gunnar Nilsson och Kennerth Persson hade internationella framgångar i klassen. Andra förare som kört Formel Vee tidigt i karriären inkluderar världsmästarna Emerson Fittipaldi, Niki Lauda, Jochen Rindt och Keke Rosberg.
Sedan Volkswagen lagt ned tillverkningen och försäljningen av Bubblan i Europa i slutet av sjuttiotalet minskade intresset för klassen, men bilarna är idag populära inom historisk racing.

## Formel Super Vee

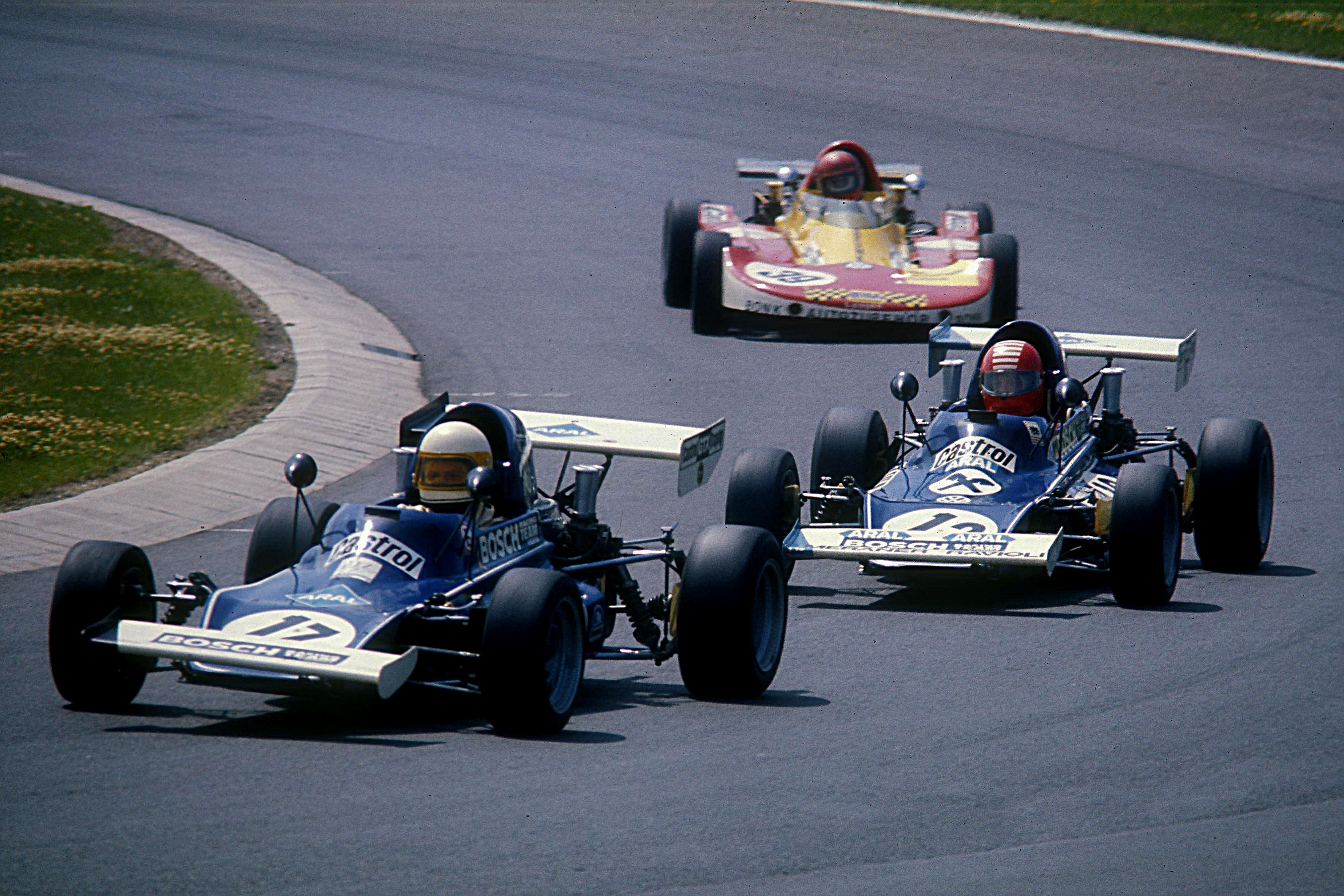
Formel Super Vee 1975.

I början av sjuttiotalet introducerades Formel Super Vee, med mer avancerade chassin och den större motorn från Volkswagen Typ 4. Formel Super Vee sågs som en instegsklass för unga talanger och konkurrerade därmed direkt med Formel Ford. De viktigaste mästerskapsserierna i Europa var det tyska mästerskapet, kallat Formel Super Vee GTX och europamästerskapet, kallat Formel Super Vee Gold Cup. Framgångsrika svenskar i klassen inkluderar Freddy Kottulinsky, som blev europamästare 1974 och Bertil Roos, som främst tävlade i USA.
I slutet av sjuttiotalet byttes boxermotorn ut mot den vattenkylda radmotorn från Volkswagen Golf. Intresset för klassen minskade dock och det sista Formel Super Vee-EM hölls 1982. I USA fortsatte tävlingarna fram till början av 1990-talet.